# Ložín
Ložín é um município da Eslováquia, situado no distrito de Michalovce, na região de Košice. Tem 8,25 km² de área e sua população em 2018 foi estimada em 821 habitantes.

## Demografia
| Ano:        | 1994 | 2004   | 2014   | 2024   |
| ----------- | ---- | ------ | ------ | ------ |
| Broj ljudi: | 766  | 817    | 807    | 833    |
| Razlika:    |      | +6,65% | -1,22% | +3,22% |

| Ano:               | 2023 | 2024   |
| ------------------ | ---- | ------ |
| Número de pessoas: | 838  | 833    |
| Diferença:         |      | -0,59% |